# Diócesis de Alcalá de Henares
La diócesis de Alcalá de Henares (en latín: Dioecesis Complutensis) es una circunscripción eclesiástica de la Iglesia católica en España. Se trata de una diócesis latina, sufragánea de la archidiócesis de Madrid. Desde el 1 de abril de 2023 su obispo es Antonio Prieto Lucena.

## Territorio y organización
La diócesis tiene 2583 km² y extiende su jurisdicción sobre los fieles católicos de rito latino residentes en 54 municipios del este de la comunidad de Madrid, siendo la zona más poblada la de los municipios dentro del área metropolitana de Madrid: 
A
- Ajalvir
- Alalpardo
- Alcalá de Henares
- Algete
- Ambite de Tajuña
- Anchuelo
- Arganda del Rey

B
- Belvis del Jarama
- Brea de Tajo

C
- Camarma de Esteruelas
- Campo Real
- Carabaña
- Cobeña
- Corpa
- Coslada

D
- Daganzo de Arriba

E
- Estremera

F
- Fuente el Saz de Jarama
- Fuentidueña de Tajo

L
- Loeches
- Los Hueros (Villalbilla)
- Los Santos de la Humosa

M
- Meco
- Mejorada del Campo
- Morata de Tajuña

N
- Nuevo Baztán

O
- Olmeda de las Fuentes
- Orusco de Tajuña

P
- Paracuellos de Jarama
- Patones
- Perales de Tajuña
- Pezuela de las Torres
- Pozuelo del Rey

R
- Ribatejada
- Rivas-Vaciamadrid

S
- San Fernando de Henares
- Santorcaz
- Serracines

T
- Talamanca de Jarama
- Tielmes de Tajuña
- Torrejón de Ardoz
- Torrelaguna
- Torremocha de Jarama
- Torres de la Alameda

V
- Valdaracete
- Valdeavero
- Valdeolmos
- Valdepiélagos
- Valdetorres de Jarama
- Valdilecha
- Valverde de Alcalá
- Velilla de San Antonio
- Villalbilla
- Villamanrique de Tajo
- Villar del Olmo
- Villarejo de Salvanés

Geográficamente, se encuentra en el centro de la meseta Central, en la parte septentrional de la submeseta Sur, en el sistema Central. Limita al este con Castilla-La Mancha (con la provincia de Guadalajara). La diócesis limita por el oeste con la archidiócesis de Madrid, por el este con la diócesis de Sigüenza-Guadalajara y por el suroeste con la diócesis de Getafe.
La sede de la diócesis se encuentra en la ciudad de Alcalá de Henares, en donde se halla la Catedral de los Santos Justo y Pastor. Es, junto con la iglesia de San Pedro, en Lovaina, Bélgica, los únicos templos que poseen título magistral. La diócesis posee varios templos de valor arquitectónico. La propia catedral es Patrimonio de la Humanidad. La residencia del obispo se encuentra en el Palacio arzobispal de Alcalá de Henares.

Arciprestazgos de la diócesis

En 2020 en la diócesis existían 93 parroquias agrupadas en 10 arciprestazgos: Alcalá Norte, Alcalá Sur, Algete, Arganda del Rey, Coslada-San Fernando, Daganzo, Rivas-Vaciamadrid, Torrejón de Ardoz, Torres de la Alameda y Villarejo de Salvanés.

### Formación sacerdotal
Para atender las aspiraciones al ministerio presbiteral, el obispado cuenta con dos centros de formación sacerdotal:
- Seminario Mayor de la Inmaculada y los santos Justo y Pastor:  Fundado el 18 de octubre de 1997.[4] Tras la creación de la diócesis de Madrid-Alcalá en 1885, fue instituido como seminario menor hasta que se refunda la diócesis complutense en 1991. Los seminaristas estudian el grado de teología en la Universidad San Dámaso, en Madrid.
- Seminario Menor Sagrado Corazón de Jesús.

## Historia
La tradición ibérica atribuye la evangelización de Complutum a san Eugenio de Toledo; la primera comunidad cristiana se formó del testimonio y del martirio de los santos  Justo y Pastor, según el Vetus Martyrologium Romanum recordados en la fecha del 6 agosto.
Cada 6 de agosto, la diócesis de Alcalá de Henares celebra la festividad de los Santos Niños Justo y Pastor con una Eucaristía solemne y una procesión por las calles del casco histórico de Alcalá de Henares.
La primera diócesis de Complutum fue erigida en el siglo V, tras el nombramiento de Asturio de Toledo, noveno obispo de Toledo, según Ildefonso de Toledo, como primer obispo de Complutum en el 412. Asturio fue quien encontró las reliquias de los santos Justo y Pastor e hizo construir en el mismo lugar una iglesia, que es la actual catedral.
La diócesis sobrevivió a la invasión de los árabes, y están documentados obispos de Complutum (que mientras tanto había tomado el nombre árabe de Al-Qal'a, o sea, "fortaleza", del cual proviene el actual Alcalá), del siglo VIII al XI. El 4 de mayo de 1099, el papa Urbano II dio la orden de anexionarla a la archidiócesis de Toledo, siendo esta la primera supresión.
Del siglo XIII al siglo XVI, Alcalá fue sede temporal de los arzobispos de Toledo, que allí celebraron algunos concilios provinciales, entre el 1325 y el 1479. Alcalá fue luego conocida en toda España por haber sido la sede primitiva de la Universidad Complutense, una de las mayores de todo el país, y que fue transferida a Madrid en 1836.
Tras el concordato de 1851, con la bula Ad vicariam del papa Pío IX del 5 de septiembre de 1851, se erigió la diócesis de Madrid y Alcalá; una erección que, no obstante, no se hizo efectiva sino hasta 1884.
El título Complutensis quedó unido al de Matritensis hasta que finalmente, el 23 de julio de 1991, fue restablecida la diócesis de Alcalá a través de la bula In hac Beati Petri cathedra del papa Juan Pablo II, tomando la parte oriental del territorio de la diócesis de Madrid. La nueva diócesis de Alcalá quedó como sufragánea de la de Madrid, elevada a archidiócesis metropolitana.
Fue en 1983 cuando se empezó a estudiar la posibilidad de dividir la archidiócesis de Madrid-Alcalá, por considerarla pastoralmente difícil de atender. La idea original era erigir solo una única nueva diócesis, con sede en Alcalá de Henares; pero, visto el gran crecimiento demográfico eperimentado por la región de Madrid, que a principios de los años 1990 llegaba ya a los 5 millones de habitantes (de los cuales alrededor del 90 % eran considerados católicos), se decidió erigir dos diócesis, una al sur y otra al este de la capital.
En abril de 1988 la Conferencia Episcopal Española, reunida en asamblea plenaria, aprobó la erección de la nueva provincia eclesiástica de Madrid, y la erección de las dos nuevas diócesis sufragáneas en Getafe y en Alcala, dividiendo en tres partes el territorio original. 
La sede episcopal de la nueva diócesis de Alcalá de Henares se estableció en la iglesia magistral de los Santos Niños Justo y Pastor, que fue elevada al rango de catedral, y sus dos santos titulares declarados patronos de la diócesis.
El 18 de octubre de 1997 se inauguró el seminario diocesano, dedicado a la Inmaculada C deoncepción y a los santos Justo y Pastor. Actualmente, los seminaristas estudian la licenciatura en teología en la Universidad Eclesiástica San Dámaso de Madrid.
Tras la renuncia de Juan Antonio Reig Pla, aceptada por el papa Francisco el 21 de septiembre de 2022, Jesús Vidal Chamorro fue el administrador apostólico de la diócesis hasta el 1 de abril de 2023, cuando se eligió a Antonio Prieto Lucena como obispo.

## Estadísticas
Según el Anuario Pontificio 2021 la diócesis tenía a fines de 2020 un total de 727 102 fieles bautizados.
| Año                                                                             | Población            | Población | Población      | Sacerdotes | Sacerdotes    | Sacerdotes    | Bautizados por sacerdote | Diáconos permanentes | Religiosos | Religiosos | Parroquias |
| Año                                                                             | Bautizados católicos | Total     | % de católicos | Total      | Clero secular | Clero regular | Bautizados por sacerdote | Diáconos permanentes | Varones    | Mujeres    | Parroquias |
| ------------------------------------------------------------------------------- | -------------------- | --------- | -------------- | ---------- | ------------- | ------------- | ------------------------ | -------------------- | ---------- | ---------- | ---------- |
| 1999                                                                            | 650 000              | 740 000   | 87.8           | 188        | 139           | 49            | 3457                     | 4                    | 93         | 476        | 89         |
| 2000                                                                            | 671 000              | 760 000   | 88.3           | 166        | 127           | 39            | 4042                     | 4                    | 83         | 443        | 92         |
| 2001                                                                            | 680 000              | 780 000   | 87.2           | 164        | 138           | 26            | 4146                     | 4                    | 70         | 399        | 92         |
| 2002                                                                            | 477 373              | 514 899   | 92.7           | 156        | 131           | 25            | 3060                     | 4                    | 79         | 334        | 92         |
| 2003                                                                            | 545 827              | 584 077   | 93.5           | 155        | 127           | 28            | 3521                     | 4                    | 68         | 283        | 92         |
| 2004                                                                            | 602 289              | 650 789   | 92.5           | 162        | 132           | 30            | 3717                     | 4                    | 70         | 283        | 92         |
| 2006                                                                            | 651 540              | 706 629   | 92.2           | 207        | 141           | 66            | 3147                     | 4                    | 119        | 317        | 92         |
| 2012                                                                            | 686 161              | 807 248   | 85.0           | 192        | 120           | 72            | 3573                     | 4                    | 121        | 241        | 92         |
| 2015                                                                            | 716 567              | 821 937   | 87.2           | 215        | 130           | 85            | 3332                     | 4                    | 140        | 229        | 93         |
| 2018                                                                            | 714 531              | 816 890   | 87.5           | 210        | 133           | 77            | 3402                     | 3                    | 111        | 204        | 93         |
| 2020                                                                            | 727 102              | 833 419   | 87.2           | 215        | 146           | 69            | 3381                     | 4                    | 102        | 183        | 93         |
| Fuente: Catholic-Hierarchy, que a su vez toma los datos del Anuario Pontificio. |                      |           |                |            |               |               |                          |                      |            |            |            |

En el curso 2017-2018 la diócesis contaba con 48 seminaristas mayores: 19 en el Seminario Diocesano, 23 en "otros" y 6 en el Seminario Redemptoris Mater local.

## Episcopologio

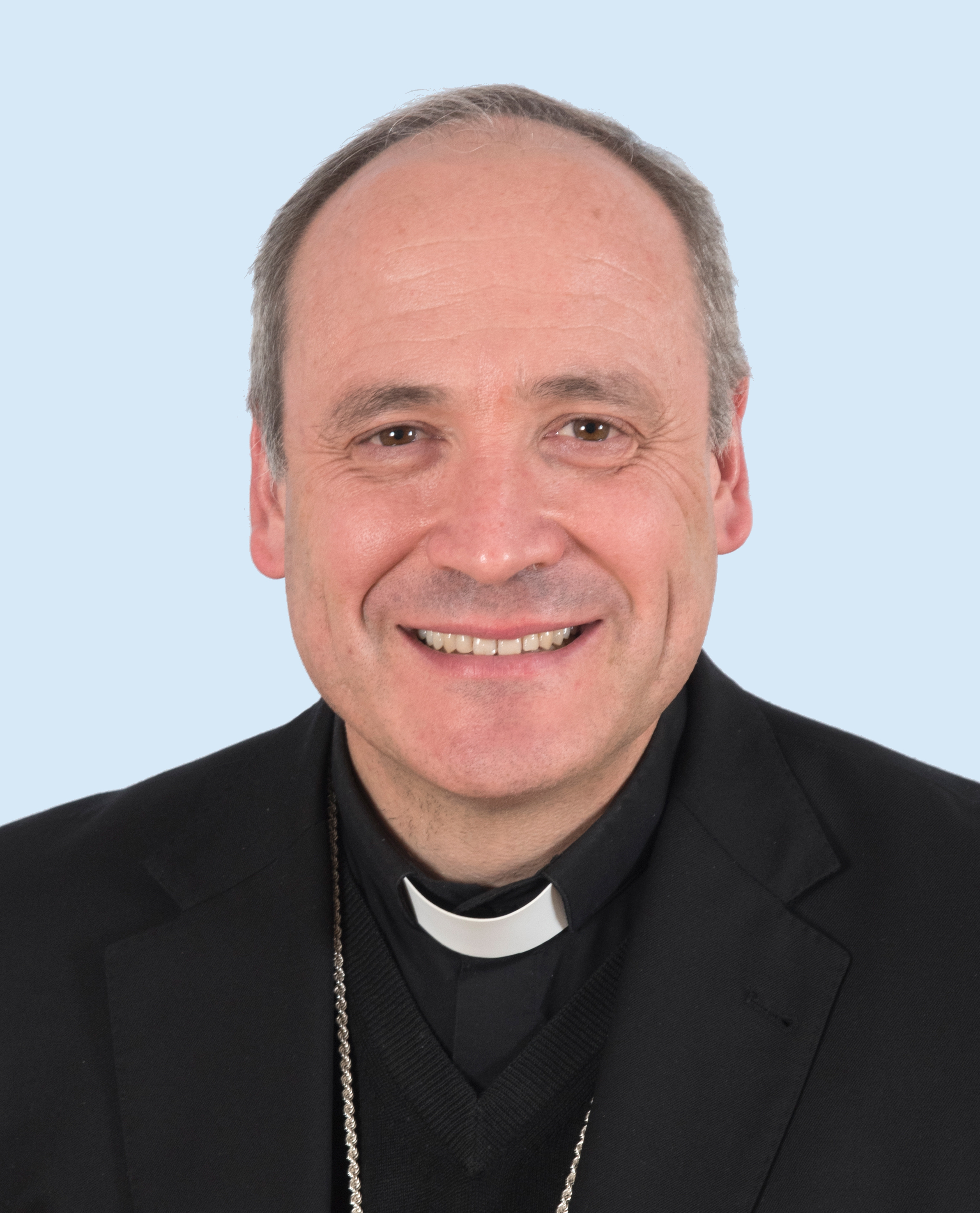
Antonio Prieto Lucena, obispo de Alcalá de Henares desde 2023.

La sede episcopal ha estado gobernada en la época contemporánea por los siguientes prelados:
| Título                   | Nombre                | Período                                     | Destino                                       |
| Obispo                   | Manuel Ureña Pastor   | 23 de julio de 1991-1 de julio de 1998      | Nombrado obispo de Cartagena                  |
| Obispo                   | Jesús Catalá Ibáñez   | 27 de abril de 1999-10 de octubre de 2008   | Nombrado obispo de Málaga                     |
| Obispo                   | Juan Antonio Reig Pla | 7 de marzo de 2009-21 de septiembre de 2022 | Retirado, obispo emérito de Alcalá de Henares |
| Administrador apostólico | Jesús Vidal Chamorro  | 21 de septiembre de 2022-1 de abril de 2023 | Administrador apostólico                      |
| Obispo                   | Antonio Prieto Lucena | Desde el 1 de abril de 2023                 |                                               |

Juan Antonio Reig Pla es el obispo que ha ocupado más tiempo la cátedra episcopal.

## Curiosidades
La diócesis cuenta con un grupo pop-rock de música católica llamado La Voz del Desierto que está formado por tres sacerdotes diocesanos y cuatro seglares. Esta agrupación musical nacida en 2004 ha dado conciertos por toda España, en Estados Unidos y en Panamá participando dos veces con su música en la Jornada Mundial de la Juventud.
Desde 2009, cada mes de enero la diócesis organiza la iniciativa Reyes en Palacio por la que el obispo recibe a los reyes magos en la catedral de Alcalá de Henares y luego acuden al patio de armas del palacio arzobispal, donde los niños entregan sus cartas.